# یواس‌اس اپلچیکولا (وای‌تی‌بی-۷۶۷)
یواس‌اس اپلچیکولا (وای‌تی‌بی-۷۶۷) (به انگلیسی: USS Apalachicola (YTB-767)) یک کشتی بود که طول آن ۱۰۹ فوت (۳۳ متر) بود. این کشتی در سال ۱۹۶۳ ساخته شد.